# Groot-Jongensfontein
Groot-Jongensfontein is een dorp in de Zuid-Afrikaanse provincie West-Kaap. Groot-Jongensfontein behoort tot de gemeente Hessequa dat onderdeel van het district Eden is.